# Leptonema poeyi
Leptonema poeyi är en nattsländeart som först beskrevs av Banks 1938.  Leptonema poeyi ingår i släktet Leptonema och familjen ryssjenattsländor. Inga underarter finns listade i Catalogue of Life.